# 10140 Villon
10140 Villon
10140 Villon là một tiểu hành tinh vành đai chính với chu kỳ quỹ đạo là 1375.3864884 ngày (3.77 năm).
Nó được phát hiện ngày 19 tháng 9 năm 1993 và được đặt theo tên của nhà thơ Pháp François Villon.